# Joan Ferrer de Gualbes
Joan Ferrer de Gualbes va ser un mercader, draper i ciutadà de Barcelona actiu al darrer terç del segle xiii.
És el primer membre conegut del llinatge de mercaders i ciutadans dels Gualbes. Procedent de fora de la capital, potser era originari de la localitat de Gualba, al Vallès. Vivia a Barcelona el darrer terç del segle xiii, de fet n'era ja ciutadà, doncs el 1301 va ser elegit jurat del Consell de Cent; aquesta és la primera data de la seva presència a la ciutat, i implica que aleshores devia tenir prou propietats, riqueses i prestigi com per ser ciutadà i exercir càrrecs públics. En tot cas, era jurat del consell en una posició intermèdia, vers el final de llista, quelcom que indica que potser representava la mà mitjana. Continuarà exercint aquest càrrec el 1302, el 1310 i el 1312, com consta en el Llibre del Consell d'aquests anys. Casat amb Valença de Terrades, el matrimoni va tenir set fills: Ferrer, Ramon, Margarida, Francesc, Bernat, Pere i Jaume, segons cita Carme Batlle del Llibre de Bellesguart. La seva política matrimonial va ser la d'enllaçar la seva família amb d'altres destacades en els negocis de la draperia i de la banca. Va fer testament el 1314, però encara vivia el 1333. Els seus descendents arribarien a la conselleria vers el 1344, i confirma la ubicació del llinatge en el grup dels negociants amb una certa fortuna i no seria fins anys més tard que arribarien a ser ciutadans honrats.